# Hofstetten bei Brienz
Hofstetten bei Brienz ist eine politische Gemeinde im Verwaltungskreis Interlaken-Oberhasli des Kantons Bern in der Schweiz.
Neben der Einwohnergemeinde gibt es eine Burgergemeinde und eine Schwellenkorporation mit demselben Namen.

## Ortsname
Hofstetten (schweizerdeutsch «Hostet») beruht auf dem althochdeutschen Gattungswort hovastat, was «Stelle, wo ein Gebäude aufgeführt wird» bedeutet.

## Politik
Gemeindepräsident der Einwohnergemeinde ist Beni Haslebacher (Stand 2025).

## Geographie
Hofstetten liegt im Berner Oberland in den Alpen. Die Nachbargemeinden von Norden beginnend im Uhrzeigersinn sind Giswil, Lungern, Brienzwiler, Brienz BE und Schwanden bei Brienz. Die südliche Gemeindegrenze bildet die Aare. Ebenfalls im Süden, aber etwas höher gelegen ist der kleine Wyssensee.
Während sich das Dorf im Süden auf etwa 580 m ü. M. befindet, zieht sich das Gemeindegebiet weit nach Norden, sanft ansteigend bis zu den Gipfeln Arnihaggen (2207 m ü. M.) und Höch Gumme (2205 m ü. M.). Das Gebiet darunter heisst Gummenalp.

## Sehenswürdigkeiten
Das bekannte Freilichtmuseum Ballenberg ist auf dem Gemeindegebiet von Hofstetten.

## Persönlichkeiten
- Marc A. Trauffer (* 1979), Mundart-Popsänger. Sein Lied «Heitäre Fahne» handelt von seiner Beziehung zu seiner Heimatgemeinde Hofstetten.